# 石头、剪刀、布
「石头、剪子、布」，又稱「剪刀、石頭、布」、「剪子、包袱、锤」等，是以三角克制為機制的猜拳遊戲。有时跟“投硬幣”、“掷骰子”有相同的功能，目的皆為产生随機结果以作决策。但有时它并不随機，因为游戏者可以根据经验，判断对手的手法。

## 规则
两个玩家先各自握紧拳，然后其中一人或者两人一起共同唸出口令，在说完最后一个音节的同时，两个玩家出示自己心中想好的手势（“石头”、“剪子”或“布”）。
- 石头：握紧的拳头。
- 剪子：或称“剪刀”，中指和食指伸直，其余手指握紧。某些國家（例如韓國、日本的男性）玩家以伸直大拇指和食指代表剪刀。
- 布：五指伸直，张开手掌。手心向下，或向上，或竖直（拇指向上）

遊戲的勝負可根據這個食物鏈：石頭 勝 剪子 勝 布 勝 石頭……
通常这种简短的比赛可能会被重复多次，以三局两胜或五局三胜来决定胜负，也有可能是一局定胜负。

## 口令
不同地区對於“剪刀、石頭、布”这个游戏有不同的稱呼。
，日语中则较常使用口令「じゃんけんぽん」，其词源可能来自于粤语的“猜拳”。

## 策略
选手之间的策略可包括应用心理学去预测，或者干扰对手的行为。使用迷惑性的语言（例如：“敦厚老实的石头哟，可是战无不胜的哟！”）去干扰对手的作法是允许的。
从数学上来讲，最优玩法（根据博弈论）其实就是一种随機的选择，因此，当排除心理因素后，这是一个简单并且直观的游戏，就如同和電腦玩一样。但是，这里所说的“最优”是指不存在有比期望的随機概率更好的玩法。然而，对手如果不是采用“最优”策略，而是采用某种“次优”策略的话，采用随機玩法并不一定是最好的玩法。事实上，如果对手是人或者非随機程序的话，那么几乎可以肯定他采用的是某种“次优”策略，这种情况下，针对对手的弱点可以设计出一个更好的策略。基于这种思路而设计的Roshambot计算機程序，轻松击败了人类玩家（甚至包括它的开发者·佩利·佛利民（Perry Friedman），他曾经在2001年8月击败7名对手，包括前世界扑克大赛冠军Phil Hellmuth，并赢得800美元的奖金）。阿尔伯塔大学的扑克选手Darse Billings组织了一个Roshambot程序大赛，希望能够通过这种活动研究这些的非随機的概率，以及它们在计算機游戏中的其他各种应用（例如，在扑克游戏中，发掘推测对手各种非随機出牌模式是游戏过程中的一个重要策略）。
11岁的爱丽丝·马克莲在2005年提出了一种引人注意的出拳策略。当时克里斯蒂拍卖公司和苏世比（索斯比）拍卖公司协商，决定采用“石头-剪子-布”这种游戏来决定如何对珍贵的古董进行分配。爱丽丝的父亲尼古拉斯当时是克里斯蒂的一名雇员，他向女儿征询了一些意见。后来根据记者报道，爱丽丝的策略可以归结为以下几个法则：“谁都知道你该先出剪刀。出石头太明显了，而剪刀能够赢布”。于是尼古拉斯出剪刀胜出。
所以说，玩这个游戏是有一定技巧的。很多情况下，如“飞盘争夺赛”运动中或“大学辩论赛”赛场上，规则规定用“石头、剪子、布”来决定那一队伍先发（多于用掷硬币的方法）。“石头、剪子、布”还在实况角色扮演游戏中起到决定随機结果的作用，因为“石头、剪子、布”不需要任何道具。
浙江大学、浙江工商大学和中科院理论物理研究所的研究人员在网络上发表了研究的报告，其报告指出，通过实验发现石头、剪子、布的一个制胜策略。研究人员一共招募360名实验者，并把他们分为六组，而后随機配对玩石头、剪子、布游戏，共计300轮，每一轮中获胜的实验者能够获得一定的奖励。研究人员观察使用实验者之策略，从中发现获胜者以及失利者在其游戏中习惯使用的策略，并作出分析、研究。
研究人员总结出了赢家保持现状输家做出改变的策略。即是，如果你是输家，下一轮换用能打败对手的出手；如果你是赢家，下一轮不要再使用原来的出手。简单的说，用剪刀打败对手的布，那么下一轮就不要再用剪刀，而应该用布，因对手很有可能会出石头。

## 作弊
剛接觸這項遊戲的人通常很快會學得一個技巧，那就是盡量不出布，直到對手認為你可能會出石頭。在多出的毫秒之間，你便可以微調自己的出拳策略。讓對手認為你會出布或剪刀也有一樣的效果；不過，除非你能善加運用「折返」（double-back）策略，不然隱藏出布的念頭極有可能會引發對手也同樣出布的直覺。
出拳之前的开赛仪式是喊口令“1—2—3，出拳！”也喊“剪子（剪刀）石头布”，这样做是为了使比赛双方同步，以达到同时出拳的目的。这样做对于初次见面的比赛选手是大有文章可作的，原因是喊口令的速度通常还没确定下来。口令速度默认是以快者为准。这样给快的一方带来好处，也就是他可以掌控比赛的节奏，使得对手花上更多精力去追上进度，而不是集中精神去出招。

## 前身

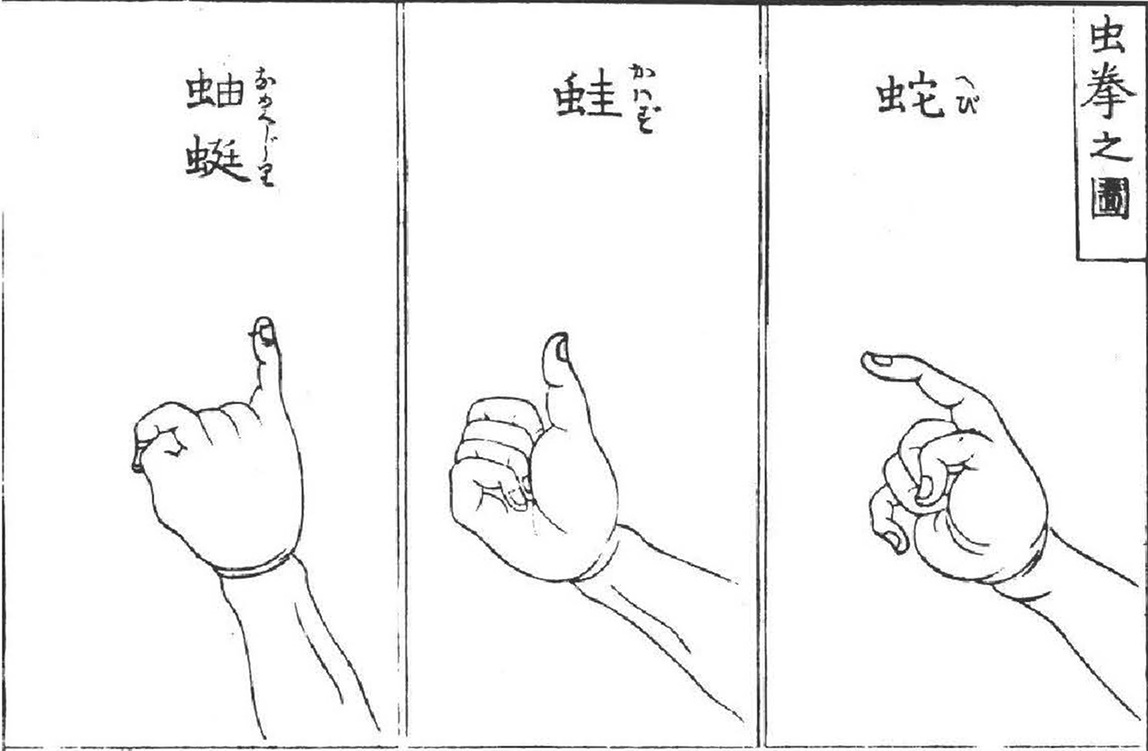
1809年《拳會角力圖會》虫拳

1809年日本《拳會角力圖會》紀錄的虫拳，為以三種手勢代表蛇、蛙、蛞蝓，以蛇剋蛙、蛙剋蛞蝓，蛞蝓剋蛇。

## 变种
1. 某些儿童游戏规则中，将“石头、剪子、布”作为游戏的第一阶段，其结果并不直接决定游戏者胜负，而是作为下一阶段中玩家所需采取动作的依据。例如：
  - 打手游戏：“石头、剪子、布”的胜者有权击打败者的手掌（或手背），若击中则获得最终的胜利；而第一阶段败者需及时躲避。
  - 黑白配：“石头、剪子、布”的胜者需要试图使自己手指的方向与败者脸转动的方向（上下左右之一）一致，若成功则获得最终的胜利。
  - “油炸鸡”：游戏者需根据“石头、剪子、布”的胜平负结果，做出对应的“公鸡”、“母鸡”、“小鸡”的动作，做错者即判为失败。
2. 某些兒童遊戲規則中，會將「包剪揼」和其他活動相結合，「包剪揼」會有很多局，並在遊戲裏貫穿始終。其結果會直接決定遊戲者勝負，其他活動會讓遊戲更具有趣味性和挑戰性。例如：
  - 天下太平，出现于二十世纪七八十年代的中国，参与者一般为两人以及两人以上，双方先各自画一个田字格，然后进行“剪刀、石头、布”猜拳，猜拳赢的一方可以在自己的田字格内写上一笔，之后再进行猜拳，以此类推，直到一方首先写完“天下太平”四个字获胜为止。
  - 猜拳畫畫，最早出現在歐美國家的一種剪刀石頭布的變種遊戲。比如，畫太陽花。首先，確定好太陽花繪畫所需的筆數。遊戲雙方各自準備一張紙，然後就開始猜拳，每局誰贏誰就畫一筆，直到把太陽花畫完的那一方獲勝。有的可能還會要求，任何一方在還剩一筆沒畫完的時候，猜拳必須要連贏兩局才能獲勝的規定。[來源請求]

## 數學及非遞移性
剪刀、石頭、布具有數學上的非遞移性（當A>B，且B>C，則可推知A>C）。一個集合同時具有反身性、反對稱性與遞移性時，可稱作偏序關係，類似於「大」與「小」的關係。理論上，一個集合裡較「大」的元素是比較接近最優化選擇，可是，在這個集合裡並不存在。因為剪刀、石頭、布都不具遞移關係，如：石頭贏剪刀，剪刀贏布、布贏石頭。因為元素a、b、c都可傳遞到自己身上，所以這個關係可以稱作非遞移性。剪刀、石頭、布就好比以下的三顆骰子：
A: 2-4-9-2-4-9
B: 1-6-8-1-6-8
C: 3-5-7-3-5-7
若點數大者為勝，則A可以打敗B，B可以打敗C，C又可以打敗A。

## 比赛
石头、剪子、布的比赛偶尔在不同地方举行。有些比赛的网站讽刺其他游戏的网站。真正的石头、剪子、布的比赛是一个有趣的心理学较量。石头、剪子、布的策略是随機地选一个，但是人类不能达到真正随機，所以比赛的技术在于利用对手的非随機性。某些有经验的选手能连续达到比赛决赛就能证明技术能影响比赛结果
在日本，じゃんけん 比赛常常出现在电视综艺节目，特别是明星之间的比赛。石头、剪子、布也用来做广告来争取观众参与游戏。

### 国际“石头、剪刀、布”协会 世界冠军赛
自2002年起国际“石头、剪刀、布”协会制定一系列用于国际比赛的规则，举行年度国际性世界冠军赛还有常年举办很多地区性和全国性的活动。该冠军赛不单吸引了来自五湖四海的选手，更是争取到广泛的国际媒体关注。国际“石头、剪刀、布”协会的活动以其巨额的现金奖品，精心的舞台布置和各具特色的选手而名扬四海。
国际“石头、剪刀、布”协会 世界冠军赛 自2002年来的赛果
| 年份 | 主办城市             | 冠军            | 性别 | 国籍   |
| ---- | -------------------- | --------------- | ---- | ------ |
| 2002 | 加拿大安大略省多伦多 | Pete Lovering   | 男   | 加拿大 |
| 2003 | 加拿大安大略省多伦多 | Rob Krueger     | 男   | 加拿大 |
| 2004 | 加拿大安大略省多伦多 | Lee Rammage     | 男   | 加拿大 |
| 2005 | 加拿大安大略省多伦多 | Andrew Bergel   | 男   | 加拿大 |
| 2006 | 加拿大安大略省多伦多 | Bob Cooper      | 男   | 英国   |
| 2007 | 加拿大安大略省多伦多 | Andrea Farina   | 女   | 美国   |
| 2008 | 加拿大安大略省多伦多 | Monica Martinez | 女   | 加拿大 |
| 2009 | 加拿大安大略省多伦多 | Tim Conrad      | 男   | 美國   |

2004年起美国电视网（福克斯体育网Fox Sports Net）开始转播该冠军杯赛事。